# Liste der stellvertretenden Generaldirektoren der Welthandelsorganisation
Diese Liste der stellvertretenden Generaldirektoren der Welthandelsorganisation (Deputy Director General, DDG) führt die aktuellen und ehemaligen stellvertretenden Generaldirektoren der WTO auf.

## Geschichte und Aufgaben
Stellvertretende Generaldirektoren gibt es seit Beginn der Welthandelsorganisation. Von März bis Mai 1995 waren drei stellvertretende Generaldirektoren vorgesehen, seit Mai 1995 gibt es vier. Im Allgemeinen Rat der Welthandelsorganisation wurde die Anzahl der Stellvertreter über die Jahre diskutiert. Während argumentiert wird, dass es weniger sein könnten, gibt die Anzahl von vier die Möglichkeit alle vier großen Regionen der Welt zu repräsentieren (Afrika, Amerika, Asien und Europa).
Jeder der Stellvertreter ist für die Koordination von einigen Abteilungen der Welthandelsorganisation verantwortlich.

## Liste

### Stellvertretende Generaldirektoren unter Okonjo-Iweala
Am 4. Mai 2021 gab Ngozi Okonjo-Iweala die Ernennung von vier stellvertretenden Generaldirektoren bekannt. Nach dem Ausscheiden von Anabel Gonzalez gab Okonjo-Iweala am 18. Oktober 2023 ihre Nachfolgerin im Amt, die damit fünfte stellvertretende Generaldirektorin in der Amtszeit Okonjo-Iwealas, bekannt.
|    | Name                  | Nationalität        | Amtszeit    | Sammlung von Meldungen auf wto.org | Zuständigkeit für Abteilungen |
| -- | --------------------- | ------------------- | ----------- | ---------------------------------- | --- |
| 1. | Angela Paolini Ellard | Vereinigte Staaten  | 2021 -      | Seite                              | Recht, Verfahren, Verwaltung, bis Oktober 2023 Sprachen, seit Oktober 2023: Marktzugang |
| 2. | Anabel González       | Costa Rica          | 2021 - 2023 | Seite                              | Marktzugang, Eigentumsrecht, Handel mit Dienstleistungen, Wirtschaftsforschung |
| 3. | Jean-Marie Paugam     | Frankreich          | 2021 -      | Seite                              | Landwirtschaft, Handel und Umwelt, Handelspolitiküberprüfung, Personal |
| 4. | Xiangchen Zhang       | Volksrepublik China | 2021 -      | Seite                              | Entwicklung, Institut für Training und technische Zusammenarbeit, Information Technology Solutions Division, Division for Knowledge and Information Management, Academic Outreach and the WTO Chairs Programme, Beitritte |
| 5. | Johanna Hill          | El Salvador         | 2023 -      | Seite                              | Wirtschaftsforschung, Geistiges Eigentum, Sprachen, Handel mit Dienstleistungen |

### Stellvertretende Generaldirektoren unter Azevedo
In der Amtszeit von Roberto Azevêdo wurden fünf stellvertretende Generaldirektoren ernannt.
|    | Name                 | Nationalität        | Amtszeit    | Sammlung von Meldungen auf wto.org |
| -- | -------------------- | ------------------- | ----------- | ---------------------------------- |
| 1. | Yonov Frederick Agah | Nigeria             | 2013 - 2021 | Seite                              |
| 2. | Karl Brauner         | Deutschland         | 2013 - 2021 | Seite                              |
| 3. | Yi Xiaozhun          | Volksrepublik China | 2013 - 2021 | Seite                              |
| 4. | David Shark          | Vereinigte Staaten  | 2013 - 2017 |                                    |
| 5. | Alan Wolff           | Vereinigte Staaten  | 2017 - 2021 | Seite                              |

### Stellvertretende Generaldirektoren unter Lamy
In der Amtszeit von Pascal Lamy wurden vier stellvertretende Generaldirektoren ernannt.
|    | Name                           | Nationalität       | Amtszeit    |
| -- | ------------------------------ | ------------------ | ----------- |
| 1. | Alejandro Jara                 | Chile              | 2005 - 2013 |
| 2. | Valentine Sendanyoye Rugwabiza | Ruanda             | 2005 - 2013 |
| 3. | Harsha Vardhana Singh          | Indien             | 2005 - 2013 |
| 4. | Rufus H. Yerxa                 | Vereinigte Staaten | 2005 - 2013 |

### Stellvertretende Generaldirektoren unter Panitchpakdi
Am 16. August 2002 gab Supachai Panitchpakdi seine vier stellvertretenden Generaldirektoren bekannt. Ihre Amtszeit begann am 1. Oktober 2002.
|    | Name                      | Nationalität           | Amtszeit    |
| -- | ------------------------- | ---------------------- | ----------- |
| 1. | Roderick Abbott           | Vereinigtes Königreich | 2002 - 2005 |
| 2. | Kipkorir Aly Azad Rana    | Kenia                  | 2002 - 2005 |
| 3. | Francisco Thompson-Flôres | Brasilien              | 2002 - 2005 |
| 4. | Rufus H. Yerxa            | Vereinigte Staaten     | 2002 - 2005 |

### Stellvertretende Generaldirektoren unter Moore
Der Generaldirektor Mike Moore ernannte 1999 vier stellvertretende Generaldirektoren. Ihre Amtszeit endete am 31. August 2002.
|    | Name                     | Nationalität       | Amtszeit    |
| -- | ------------------------ | ------------------ | ----------- |
| 1. | Miguel Rodríguez Mendoza | Venezuela          | 1999 - 2002 |
| 2. | Ablasse Ouedraogo        | Burkina Faso       | 1999 - 2002 |
| 3. | Paul-Henri Ravier        | Frankreich         | 1999 - 2002 |
| 4. | Andrew L. Stoler         | Vereinigte Staaten | 1999 - 2002 |

### Stellvertretende Generaldirektoren unter Ruggiero
Der Generaldirektor Renato Ruggiero ernannte 1995 vier stellvertretende Generaldirektoren.
|    | Name           | Nationalität       | Amtszeit    |
| -- | -------------- | ------------------ | ----------- |
| 1. | Anwarul Hoda   | Indien             | 1995 - 1999 |
| 2. | Chulsu Kim     | Südkorea           | 1995 - 1999 |
| 3. | Warren Lavorel | Vereinigte Staaten | 1995 - 1999 |
| 4. | Jesús Seade    | Mexiko             | 1995 - 1999 |

### Stellvertretende Generaldirektoren unter Sutherland
Die stellvertretenden Generaldirektoren unter Peter Sutherland wurden bereits 1993 als stellvertretende Generaldirektoren des Generaldirektors des Allgemeinen Zoll- und Handelsabkommens ernannt.
|    | Name           | Nationalität       | Amtszeit    |
| -- | -------------- | ------------------ | ----------- |
| 1. | Anwarul Hoda   | Indien             | 1993 - 1995 |
| 2. | Warren Lavorel | Vereinigte Staaten | 1993 - 1995 |
| 3. | Jesús Seade    | Mexiko             | 1993 - 1995 |